# Richardia flavipes
Richardia flavipes är en tvåvingeart som beskrevs av Ignaz Rudolph Schiner 1868. Richardia flavipes ingår i släktet Richardia och familjen Richardiidae. Inga underarter finns listade i Catalogue of Life.